# John Justin
John Justin (22 de noviembre de 1917, Londres - 29 de noviembre de 2002) fue un actor de cine, televisión y teatro británico. 
Hijo de un ganadero argentino, se crio en la estancia de su padre y fue educado en la Bryanston School, Dorset. Durante la Segunda Guerra Mundial, trabajó para la Royal Air Force como piloto de pruebas e instructor de vuelo.
Se casó en tres ocasiones, primero con la bailarina y coreógrafa Pola Nirenska, después con la actriz Barbara Murray, y por último con Alison McMurdo. Tuvo tres hijas con su segunda mujer.

## Filmografía parcial
- The Thief of Bagdad (1940)
- The Gentle Sex (1943)
- Journey Together (1946)
- Call of the Blood (1948)
- The Sound Barrier (1952)
- King of the Khyber Rifles (1953)
- The Village (1953)
- Island in the Sun (1957)
- Savage Messiah (1972)
- Lisztomania (1975)
- Valentino (1977)
- The Big Sleep (1978)
- Trenchcoat (1983)